# Capsala cutanea
Capsala cutanea är en plattmaskart. Capsala cutanea ingår i släktet Capsala och familjen Capsalidae. Inga underarter finns listade i Catalogue of Life.